# Muzeul Satului Galați
Das Muzeul Satului Galați (Dorfmuseum Galați) ist ein kleines Freilichtmuseum in der Gemeinde Tulucești im Kreis Galați in der Region Moldau, Rumänien. 15 km nördlich von Galați liegt das Museum am Eingang zum Wald Gârboavele, in dem sich auch der Zoo von Galați befindet.
Im Museum befinden sich drei Hofanlagen mit jeweils mehreren Gebäuden aus der Region Galați (Cavadinești, Corod und Măstăcani), ein weiterer aus der Rajon Cahul, der benachbarten Republik Moldawien und stellen Bauwerke aus der Region, Ende des 18./ Anfang des 19. Jahrhunderts, dar. Das Museum wurde im Rahmen des Programms Rumänien-Moldawien 2004–2006 für etwa 340.000 Euro (davon 300.000 € aus EU-Mittel) errichtet und Ende 2008 eröffnet.